# Закон про п'ять колосків

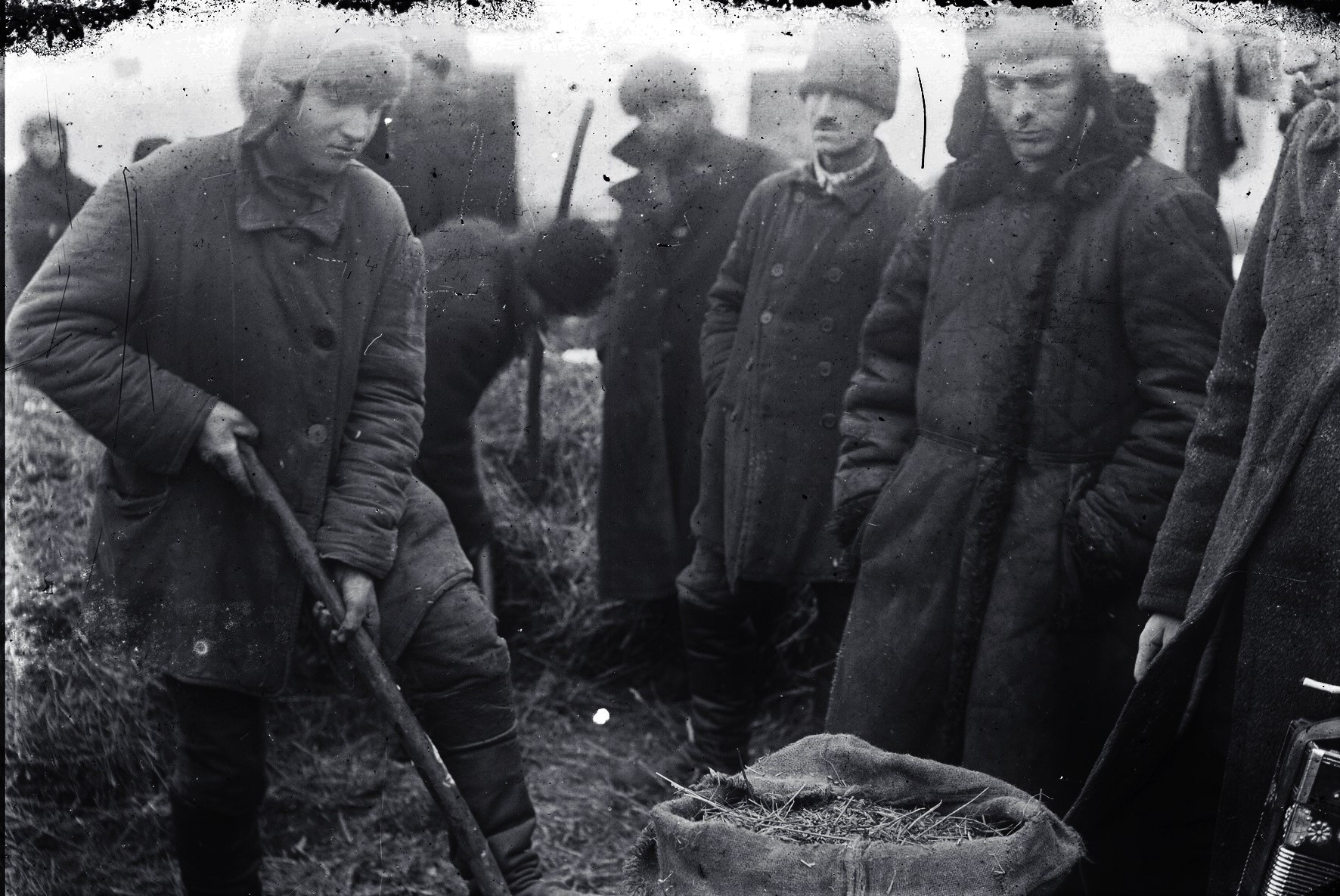
Пошук хліба в одному з сіл Гришинського району Донецької області, 1930—1934 рік

Закон «Про п'ять колосків» («П'ять колосків», «Колосќи», Закон «Про три колоски», Закон «7.8», Закон «7-8») — народна назва репресивного радянського закону часів Голодомору. Повна назва: Постанова ЦВК й РНК СРСР «Про охорону майна державних підприємств, колгоспів і кооперації та зміцнення суспільної (соціалістичної) власності» від 7 серпня 1932 року, звідси й одна з його назв згідно з календарною нумерацією дня й місяця.
Окрім власне самого закону була ще Таємна інструкція про його вжиток.
Під постановою підписались: Голова Центрального виконавчого комітету СРСР Михайло Калінін, Голова Ради Народних Комісарів СРСР — В'ячеслав Молотов та секретар Центрального виконавчого комітету СРСР — Авель Єнукідзе. Постанову затверджено з почину Генерального Секретаря ЦК ВКП(б) — Йосипа Сталіна. Закон передбачав як судову репресію за розкрадене колгоспне й кооперативне майно «розстріл з конфіскацією всього майна і з заміною за пом'якшувальних обставин позбавленням свободи на щонайменше 10 років з конфіскацією всього майна». Амністія в цих випадках заборонялась. З 1931 до 1940 років по цьому закону засуджено 182.173 особи. Зокрема, засуджували дітей, що намагались знайти хоч якусь їжу.

## Передісторія та вжиток
19 квітня 1932 Політбюро ЦК ВКП(б) затвердило постанову «про насіннєву позику Україні». Як виняток, позику давали без лихви, але з «централізованих ресурсів усередині України». Держава забрала зерно, а потім дозволила вжити зерна, зібраного в Україні, на потреби України, не залучаючи позаукраїнських ресурсів. Аж 12 тис. тонн і тільки 3 тис. тонн на продовольчу допомогу колгоспникам.
Станом на 17 травня 1932 в Україні не було запасів борошна, що засвідчено постановою Політбюро ЦК КП(б)У «Про заходи щодо виконання постанов ЦК ВКП(б) про продовольчу допомогу Україні»: з 6,5 млн пудів зерна, відпущених Україні, Політбюро просило завезти 1,5 млн борошном, «зважаючи на повну відсутність в Україні запасів борошна».
Станом на 30 червня 1932 з більшості районів України посівний матеріал вивезено.
Голова РНК УРСР Влас Чубар писав В'ячеславу Молотову та Й. Сталіну про становище в сільському господарстві УСРР (10 червня 1932 p.). Він облічив, що тоді в Україні вже було щонайменше 100 районів, замість 61 станом на початок травня, що потребували продовольчої допомоги та зривали план весняної сівби. Ці самі райони, на його гадку, в дальшому зриватимуть обробку й збір урожаю.
Улітку 1932 р. Україна мала повернути частину позики завважки в 8 млн. 250 тис. пудів зерна понад установлену норму хлібозаготівель.

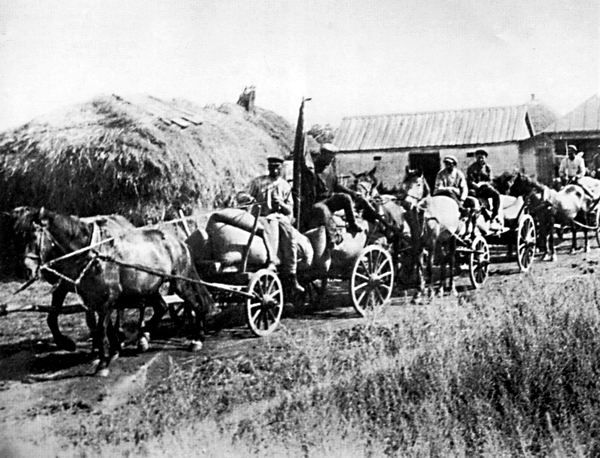
Виїзд червоної валки з хлібом. Колгосп «Хвиля пролетарської революції», Харківська область, 1932 рік

7 серпня 1932 року з'явилась постанова ВЦВК й РНК СРСР «Про охорону майна державних підприємств, колгоспів і кооперативів та про зміцнення суспільної (соціалістичної) власності», відома під назвою «Закон про п'ять колосків». Розкрадання майна колгоспів каралось розстрілом, за «пом'якшувальних обставин» — позбавленням волі на строк не менше від 10 років. «Законом про п'ять колосків» фактично людям заборонено мати їжу.
Кількома днями до того, 4 серпня 1932, надіслано лист Й. Сталіна до Л. Кагановича — сповіщалось, що повернено проєкт декрету про захист суспільного майна з правками та додатками, наказано видати його якомога швидше. У пункті третьому загадано ОДПУ залучати озброєних осіб, щоб захищати залізничні вантажі (ешелони з зерном) та давати їм право розстрілювати на місці осіб, що поважились розкрадати залізничні вантажі.
11 серпня 1932 Сталін в листі Кагановичу вимагав направити спеціального листа ЦК ВКП(б) до партійних і судово-каральних органів про вжиток закону про охорону громадської власності та боротьбу проти спекулянтів. Наполягав, що «найголовніше тепер — Україна», бо справи в Україні дуже погані. Сповіщалось, що в двох областях України з 50 райкомів висловились проти плану хлібозаготівель, визнавши його за неправдешній. Звинуватив українських провідників (генерального секретаря ЦК КП(б)У Станіслава Косіора, Власа Чубаря та голову ДПУ УСРР Станіслава Реденса), та ще висловив побоювання втратити Україну через підривну діяльність агентури Юзефа Пілсудського та наявність свідомих і несвідомих петлюрівців, а ще прямих агентів Пілсудського в ЦК КП(б)У. Казав ужити наважливих заходів, щоб виправити господарське й політичне становище в Україні: зняти з місця генерального секретаря ЦК КП(б)У С. Косіора та поставити замість нього Л. Кагановича; висунути на службу голови українського ДПУ В. Балицького, пересунувши С. Реденса на місце заступника; замінити В. Чубаря іншим провідником — наприклад, Г. Гриньком; перетворити Україну в найкоротший строк на фортецю СРСР «і грошей на це не шкодувати».
Наприкінці літа газета «Правда» справила в Україні рейд боротьби з крадіжками зерна. З 7 до 17 серпня 1932 року в ньому поспілкували 100 тисяч «ударників преси». Метою рейду була боротьба з крадіжками зерна.
Станом на 22 серпня ДПУ записано 220 випадків відмови колгоспів і сільрад пристати на плани хлібозаготівель, незгоди з ними місцевих партосередків через нереальні поставлені завдання; у Харківській області в 20 районах — 91 випадок, у Дніпропетровській у 12 районах — 19, у Вінницькій у 16 районах — 96, в Одеській у 6 районах — 14. Загалом у 54 районах — 220 випадків.
Того самого дня видано постанову Укрколгоспцентру забороняти видавати хліб для громадського харчування колгоспникам, крім трактористів. Загадувалось зовсім забезпечити видачу колгоспникам натурального авансу на трудодень відповідно до постанови ЦК й РНК СРСР, крім тих, що діставали громадське харчування на роботі, що мали приносити свій хліб.
Аналіз 20 тисяч справ показує, що серед засуджених було 83 % колгоспників та селян-одноосібників і тільки 15 % — «куркульсько-заможних елементів». Отже, цей закон було спрямовано проти селян, котрі, рятуючи дітей від голодної смерті, мусили нести додому з току чи поля кілограм чи два зерна, що вони самі були й виростили.
27 серпня з Москви надійшла телеграма заступника голови Комітету заготівель при РПО СРСР М. Чернова головам заготівельних організацій УСРР негайно відвантажити зерно для млинів, що забезпечували борошном північні райони СРСР. Того самого дня прийшла телеграма заступника голови РПО В. Куйбишева до ЦК КП(б)У про потребу швидше відвантажити зерно в Україні на експорт. Указувалось на зірваний план хлібного експорту через слабке відвантаження зерна до портів республіки: 20 тис. т замість запланованих 190 тис. Щоб виправити становище, загадувалось відвантажити до кінця серпня 30 тис. т пшениці, 20 тис. т ячменю та 10 тис. т жита, незважаючи на давніше вивезене. 
Укрколгоспцентру було відомо, що станом на 30 серпня колгоспи УСРР, обслуговувані МТС, справдили місячний план заготівель на 39,1 %. Того самого дня газета «Вісті» ВУЦВК надрукувала статтю «Виконання серпневого плану зірвано». Сповіщалось про незадовільні хлібозаготівлі поміж інших у Артемівському районі. Одноосібні господарства справдили план хлібозаготівель на 3,9 %, у 18 сільрадах одноосібники ще були не здали хліба. Миронівська сільрада план справдила на 1 %, Зайцівська — на 0,8 %, Покровська — на 1,5 %, хоча в цій сільраді були обмолотили половину скошеного хліба.
31 серпня 1932 року в Луганську вийшла постанова бюро міському КП(б)У про заборону витрачати хліб на громадське харчування в колгоспних їдальнях.
За серпень-місяць 1932 року до приймальні голови ВУЦВК Г. Петровського надійшло з 1,5 тис. заяв колгоспників про вихід із колгоспів. Майже 70 % поданих заяв припадало на Харківську область, переважно з Гадяцького, Великописарівського, Олексіївського та Богодухівського районів (170—180 заяв). Здебільшого подали заяви (80 %) бідняки, решта — середняки.
1 вересня 1932 в Москві політбюро ЦК ВКП(б) затвердило вересневий план хлібозаготівель в обсязі 290 млн пудів для селянського й радгоспного секторів, розподіливши по регіонах: для України — 85 млн, для Північного Кавказу — 30 млн, для Поволжя — 51,2 млн, для Казахстану — 13,1 млн, для Уралу — 11,6 млн, для Башкирії — 10,4 млн, для Московської області — 8,8 млн, для Сибіру — 14,6 млн, для ЦЧО — 30 млн, а для решти — від 0,4 до 10,7 млн пудів зернових культур
2 вересня 1932 всеукраїнська контора «Торгзін» сповістила, що людність купує в обмін на побутове золото тільки хліб, борошно, крупу, цукор, сіль, відмовляючись від промислових товарів.
3 вересня з Москви надійшла телеграма заступника голови Комітету заготівель при РПО М. Чернова про відвантаження з УСРР хліба на експорт: він загадав уповноваженим заготівельним органам вивезти за кордон наявну в Україні пшеницю першого й другого класу, щоб справдити планове завдання третього кварталу.
7 серпня затвердили закон від (Закон про п'ять колосків), а станом на 14 вересня Наркомюст УСРР у доповідній записці свідчив про 250 вироків на розстріли.
24 вересня постановою РНК СРСР та ЦК ВКП(б) відхилено всі пропозиції видати насіннєві позики, остережено радгоспи й колгоспи, що «насінпозики не видаватимуться ні для озимої, ні для ярої сівби».
30 вересня генеральний консул німецького посольства в Харкові К. Вальтер направив річний звіт посольству Німеччини в Москві про становище в Україні; згадав про несправджений хлібозаготівельний план (356 млн пудів), високі ціни на харчі, що немає торгівлі в селах, підкреслив руйнівні наслідки колективізації.
Постановою Політбюро ЦК ВКП(б) від 22 жовтня 1932 року в головних хлібозаготівельних регіонах створено Надзвичайні хлібозаготівельні комісії (НХК). В Україні комісію очолив голова Раднаркому СРСР В'ячеслав Молотов. 23 жовтня затверджено постанову політбюро ЦК КП(б)У про потребу «перелому в ході хлібозаготівель» — річний план справджено тільки на 38 %.
25 жовтня — постанова політбюро ЦК КП(б)У «Про потребу подолати відставання країни у виконанні плану хлібозаготівель» — жовтневий пленум ЦК КП(б)У загадав партійним організаціям домогтись негайного перелому хлібозаготівель, оперативного керівництва хлібозаготівлями, організувати «боротьбу за хліб», зробити листопад та останні дні жовтня вирішальними щодо справдження плану хлібозаготівель, удесятеро швидше справдити річний план до 15-х роковин Жовтневої революції; радив «безжалісно придушувати всі спроби класового ворога та його агентури, спрямовані на зрив хлібозаготівель». Уже в листопаді 1932 року комісія Молотова запровадила систему спеціальних бригад з видобуття зерна («червоних валок»). Загалом, до таких бригад входило понад 110 тисяч охочих, набраних з-поміж селян, що отак намагались урятуватись від голодної смерті — вони діставали якусь частину вилученого зерна й харчів.
Такі НХК створено ще на Північному Кавказі (очолив Лазар Каганович) та на Поволжі (очолив Павло Постишев). Однак, на Поволжі не гнобили так сильно, а на Північному Кавказі гнобили переважно кубанських українців, що до Голодомору становили більшість людності регіону. Разом з цим, кубанська й поволзька НХК невдовзі перестали діяти, а Постишева й Кагановича наприкінці 1932 року вирядили до Української РСР.
Держава переймалась справою повернення насіннєвої позики: у постанові Політбюро ЦК КП(б)У «Про заходи з посилення хлібозаготівель» від 30 жовтня 1932 осібним пунктом (№ 11) згадано про встановлення кінцевого терміну, щоб повернути борг з насіннєвої позики в усій Україні до 1 грудня 1932 р. Цю позику мали погасити районні та обласні організації республіки.
1 листопада РНК УСРР визнало, що річний план хлібозаготівель в Україні справджено незадовільно, встановлено остаточний план хлібозаготівель у секторах, областях та культурах завбільшки в 282 млн пудів, з них для одноосібних господарств — 36,9 млн, для колгоспів — 224,1 млн, для радгоспів — 21,6 млн, та ще стягнути мірчука — 28,8 млн і насіннєвої позики — 8,1 млн пудів.
3 листопада надіслано телеграму від секретаря ЦК КП(б)У Хатаєвича до Косіора, Молотова, Чубаря з пропозицією гірше постачати промтоварами районів, що не справдили плану хлібозаготівель, та формувати списки селянських господарств — саботажників хлібозаготівель 5 листопада Молотов і секретар ЦК КП(б)У Мендель Хатаєвич надіслали директиву на місця з вимогами негайно справдити Постанову від 7 серпня «з доконечним і швидким проведенням репресій і нещадної розправи із злочинними елементами у правліннях колгоспів». 6 листопада надіслано телеграму ЦК КП(б)У до обкомів партії про товарну блокаду районів, що не справджували хлібозаготівельних планів: завозити менше промислових товарів для 7 районів Одеської, 8 районів Дніпропетровської, 8 районів Харківської, 5 районів Київської області. Надвечір 8 листопада відправлено шифрограму від Молотова, Сталіна до ЦК КП(б)У: з цього дня «перестають на час відвантажувати товари для сіл усіх областей України», доки колгоспи та «індивідуальні селяни» не розпочнуть «чесно й сумлінно справляти свою повинність перед робітничим класом і Червоною Армією» в справі хлібозаготівель.
11 листопада надіслано інструкцію РНК УСРР «Про організацію хлібозаготівель в одноосібному секторі» — суворі судові репресії щодо господарств, у котрих виявлено закопаний у ямах хліб, кваліфікуючи як навмисне псування хліба та шкідництво, забороняти «продавати промтовари», оповіщаючи списки одноосібників, наважливо стягувати сільгоспподаток, державне страхування, самообкладання, негайно вживати «найжорстокіших та найсуворіших» репресій до куркульських господарств, що не справдили твердого завдання — продаж усього майна, арешт і виселення. 15 листопада політбюро ЦК ВКП(б) затвердило постанову про запровадження паспортної системи й розвантаження міст від «зайвих елементів». 21 листопада надіслано телеграму від Молотова, Чубаря, секретаря Дніпропетровського обкому КП(б)У В. Строганова, Кагановича Сталіну — дати спецкомісії ЦК КП(б)У (Косіор, Раденс, Кисельов) повноваження на час хлібозаготівель порати справи вироків про розстріли. Голова ДПУ УСРР Станіслав Раденс 22 листопада розробив план операції з виявлення контрреволюційних центрів, що організовують саботаж і зрив хлібозаготівель ( по выявлению контрреволюционных центров, организующих саботаж и срыв хлебозаготовок), спрямованої, практично, щоб справдити директиви Молотова-Хатаєвича. Операція повинна була охопити 243 райони. З дозволу ЦК КП(б)У вона розпочалась негайно. 26 листопада у пресі з'явився наказ наркома юстиції й генерального прокурора УРСР, що в ньому наголошувалося на тому, що «репресії — один з потужних засобів подолати класовий спротив хлібозаготівлі».

Згідно з цими настановами було засуджено тисячі людей. Непоодинокі були випадки, коли люди доброхіть просили записати їх до пересельців. Секретар Краснопільського райкому партії свідчив, що, як закінчився суд у селі Краснопіллі, середняк Олексій Васильович Бесараб сказав: 
|  | Хай судять та везуть звідціля, так хоч з голоду не вмреш, а вдома коли залишимося, все рівно помремо |